# Johann Philipp Pareus

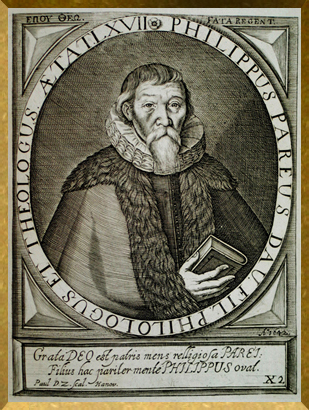
Johann Philipp Pareus: Stich von Paul de Zetter aus dem Jahr 1642.

Johann Philipp Pareus (* 24. Mai 1576 in Hemsbach an der Bergstraße; † 1648 in Hanau) war ein Latinist und reformierter Pädagoge.

## Leben
Er war der Sohn des reformierten Pfarrers in Hemsbach und späteren Heidelberger Theologie-Professors David Pareus und der Magdalena Stibel.
Er besuchte die Schule in Neuhausen. An der Universität Heidelberg studierte er zunächst Philosophie. 1598 ging er nach Basel und wurde dort am 15. Februar 1599 promoviert. Nach Aufenthalten in Genf, Freiburg im Breisgau, Tübingen und Straßburg kehrte er nach Heidelberg zurück. Am 20. Dezember 1600 beschenkte ihn hier der bekannte Dichter Paul Schede (Melissus) mit dem poetischen Lorbeerkranz.
Zuerst wurde er Rektor des Reformierten Gymnasiums in Kreuznach. Nach wenigen Jahren kam er in gleicher Stellung nach Neuhausen und 1610 nach Neustadt an der Weinstraße. Die Besetzung und Verwüstung der Kurpfalz durch die Spanier im Jahre 1622, die ihn auch seine wertvolle Bibliothek kostete, nötigte ihn jedoch, Neustadt zu verlassen; er fand in Hanau im folgenden Jahr Zuflucht. Hier hatte die Landgräfin Catharina Belgica als Vormünderin ihres unmündigen Sohnes Philipp Moritz die vorhandene lateinische Schule zu einem Gymnasium illustre auszubilden begonnen und berief Pareus als Professor der Theologie, der hebräischen Sprache und Philosophie; zugleich ernannte sie ihn zum Rektor der Anstalt. Am 20. April 1647 erteilte ihm die Universität Basel den theologischen Doktorgrad; er starb 1648, nachdem er einige Jahre vorher in den Ruhestand getreten war. Der Universität Heidelberg, die er nach dem Verlust seiner Söhne zum Universalerben eingesetzt hatte, diente seine Bibliothek als Grundstock der zweiten Heidelberger Universitätsbibliothek.

## Werke
Seine zahlreichen Schriften sind vornehmlich philologische; besonders verdienstlich und von dauerndem Wert sind seine Arbeiten zu Plautus. Auf die „Electa Plautina“ (zuerst 1597) folgte 1610 die erste vollständige Ausgabe der Plautinischen Komödien (1619 die zweite mit neuer Vergleichung der sämtlichen pfälzischen Handschriften) und 1614 das „Lexicon Plautinum“. Weniger bedeutend sind die Arbeiten zu Symmachus: Die Ausgabe der „Epistolae“, das „Lexicon Symmachianum“ und die „Calligraphia Symmachiana“, sämtlich 1617. Außerdem gab er den Terentius 1610, den Sallustius 1617 u. a. heraus. Seine letzte große Arbeit war das „Lexicon criticum s. Thesaurus linguae Latinae“ 1645. Seine theologischen Schriften: „Catechesis religionis christianae“ 1615, „Theatrum philosophiae christianae“ 1623, und andere sind meist vergessen. 1633 gab er die Vita seines Vaters und 1647–1650 dessen Werke in vier Bänden heraus.